# Плавання на відкритій воді на Чемпіонаті світу з водних видів спорту 2003
Змагання з плавання на відкритій воді на Чемпіонаті світу з водних видів спорту 2003 відбулися в Барселоні (Іспанія).

## Таблиця медалей
| Місце               | Країна              | Золото | Срібло | Бронза | Загалом |
| ------------------- | ------------------- | ------ | ------ | ------ | ------- |
| 1                   | Росія (RUS)         | 3      | 0      | 1      | 4       |
| 2                   | Італія (ITA)        | 2      | 0      | 0      | 2       |
| 3                   | Нідерланди (NED)    | 1      | 0      | 1      | 2       |
| 4                   | Німеччина (GER)     | 0      | 4      | 2      | 6       |
| 5                   | Іспанія (ESP)       | 0      | 1      | 1      | 2       |
| 6                   | Чехія (CZE)         | 0      | 1      | 0      | 1       |
| 7                   | Болгарія (BUL)      | 0      | 0      | 1      | 1       |
| Загалом (7 збірних) | Загалом (7 збірних) | 6      | 6      | 6      | 18      |

## Медальний залік

### Чоловіки
| Дисципліна | Золото                           | Срібло                        | Бронза                         |
| 5 км       | Євген Кошкаров (RUS) 53.11.9     | Хрістіан Гайн (GER) 53.13.9   | Володимир Дятчин (RUS) 53.14.8 |
| 10 км      | Володимир Дятчин (RUS) 1:50.58.8 | Хрістіан Гайн (GER) 1:51.06.5 | Давід Мека (ESP) 1:51.08.4     |
| 25 км      | Юрій Кудінов (RUS) 5:02.20.0     | Давід Мека (ESP) 5:02.20.4    | Петар Стойчев (BUL) 5:02.20.6  |

### Жінки
| Дисципліна | Золото                        | Срібло                        | Бронза                        |
| 5 км       | Віола Валлі (ITA) 57.01.2     | Яна Пеханова (CZE) 57.03.9    | Брітта Камрау (GER) 57.06.4   |
| 10 км      | Віола Валлі (ITA) 1:59.49.9   | Ангела Маурер (GER) 1:59.51.1 | Едіт ван Дейк (NED) 1:59.53.0 |
| 25 км      | Едіт ван Дейк (NED) 5:35.43.5 | Брітта Камрау (GER) 5:35.46.1 | Ангела Маурер (GER) 5:35.46.5 |